# Петру Атлетіку
«Атлетіку Петролеуш Луанда» (порт. Atlético Petróleos Luanda), «Петру Атлетіку Луанда» або «Петру Атлетіку» — ангольський футбольний клуб з Луанди, заснований 1980. Виступає в Чемпіонат Анголи з футболу (Girabola). Домашні матчі приймає на стадіоні «Ештадіу да Сідадела», який вміщує 35 000 глядачів.

## Історія клубу
Футбольний клуб «Петру Атлетіку» (також відомий як «Петру» або «Петру де Луанда») було засновано 14 січня 1980 року. Утворили його як соціальний проект (з метою сприяння розвитку фізичного виховання та спорту, сприяння практиці розширення надання комунальних послуг, культурного та рекреаційного відпочинку для членів клубу та для інших верств населення).
Клуб нараховує понад дев'ять тисяч членів.
Окрім футбольної секції в клубі також є гандбольна, легкоатлетична, баскетбольна, гімнастична, волейбольна секції, а також секції хокею на роликах, карате, вітрильного спорту.
«Петру Атлетіку» — один з найсильніших клубів Анголи в її історії — рекордсмен за кількістю перемог в національних першостях та Кубку країни. Крім успіхів в національному чемпіонаті, клуб із Луанди досяг значних міжнародних результатів. У 1997 році «Петру Атлетіку» досяг фіналу Кубку КАФ, в якому за підсумками двох матчів поступився туніському «Есперансу» з рахунком 1:2, а в 2001 році «нафтові атлети» стали першим і донині єдиним ангольським півфіналістом Ліги чемпіонів КАФ.
Чотири гравці Петру Атлетіку представляли збірну Анголи в дебютному для них Чемпіонаті світу з футболу 2006 року: Антоніу Лебо Лебо, Луїш Мамона Жоау, Зе Каланга та Луїш Мануель Феррейра Дельгаду.

## Досягнення клубу

### Національні
- Гірабола
  -  Чемпіон (19): 1982, 1984, 1986, 1987, 1988, 1989, 1990, 1993, 1994, 1995, 1997, 2000, 2001, 2008, 2009, 2022, 2023, 2024, 2025
  -  Срібний призер (3): 1998, 2003, 2006
  -  Бронзовий призер (5): 1992, 2005, 2007, 2011, 2012

- Кубок Анголи
  -  Володар (15): 1987, 1992, 1993, 1994, 1997, 1998, 2000, 2002, 2012, 2013, 2017, 2021, 2022, 2023, 2024
  -  Фіналіст (3): 1990, 1991, 2014

- Суперкубок Анголи
  -  Володар (6): 1987, 1988, 1993, 1994, 2002, 2013
  -  Фіналіст (3): 1986, 1991, 1992, 1995, 1996, 1998, 1999, 2001, 2003, 2009, 2010, 2014

### Міжнародні успіхи
- Ліга чемпіонів КАФ (1)
  - 1/2 фіналу: 2001

- Кубок Конфедерації КАФ (1)
  -  Фіналіст (1): 1997

## Клубна символіка
Кольори клубу: жовтий, синій і червоний.
Емблема клубу: коло з чорною рамкою та жовтим фоном. Основний елемент клубної емблеми — нафтова вежа червоного кольору, що підкреслює приналежність Анголи до нафтової галузі. Офіційна назва клубу «Петру Атлетику де Луанда» португальською мовою («Atlético Petróleos de Luanda») вписана у верхній частині емблеми, а внизу чорним жирним шрифтом «Петру-Атлетику» португальською мовою («Petro-Atlético»), написи у верхній та нижній частинах емблеми розділені зірочками.

## Статистика виступів

### В національному чемпіонаті
| 1999 | 2000 | 2001 | 2002 | 2003 | 2004 | 2005 | 2006 | 2007 | 2008 | 2009 | 2010 | 2011 | 2012 | 2013 | 2014 | 2015 | 2016 |
|      | 2000 | 2001 |      |      |      |      |      |      | 2008 | 2009 |      |      |      |      |      |      |      |
|      |      |      |      | 2003 |      |      | 2006 |      |      |      |      |      |      |      |      |      |      |
|      |      |      | 2002 |      |      | 2005 |      | 2007 |      |      |      | 2011 | 2012 |      |      |      |      |
| 4    |      |      |      |      | 4    |      |      |      |      |      | 4    |      |      | 4    |      |      |      |
|      |      |      |      |      |      |      |      |      |      |      |      |      |      |      | 5    |      |      |
|      |      |      |      |      |      |      |      |      |      |      |      |      |      |      |      |      |      |
|      |      |      |      |      |      |      |      |      |      |      |      |      |      |      |      |      |      |
|      |      |      |      |      |      |      |      |      |      |      |      |      |      |      |      | 8    |      |

### Ліга чемпіонів КАФ
| Сезон | Раунд         | Клуб              | Вдома | На виїзді | Загальний       |
| ----- | ------------- | ----------------- | ----- | --------- | --------------- |
| 1998  | 1             | Депортіво Монгомо | 9-2   | 4-1       | 13-3            |
| 1998  | 2             | Ігл Семент        | 0-1   | 0-2       | 0-3             |
| 2001  | 1             | Фову Бахам        | 3-2   | 2-2       | 5-4             |
| 2001  | 2             | Етюль ду Конго    | 4-1   | 2-2       | 6-3             |
| 2001  | Груповий етап | Аль-Аглі          | 1-3   | 4-2       | Перше місце     |
| 2001  | Груповий етап | АСЕК Мімозас      | 1-0   | 1-2       | Перше місце     |
| 2001  | Груповий етап | КР Белуіздад      | 2-1   | 1-0       | Перше місце     |
| 2001  | Півфінал      | Мамелоді Сандаунз | 1-1   | 1-1       | 2-2 (3-5 пен.)  |
| 2003  | 1             | СО Л'Емурне       | 1-1   | -         | 1-1 (1-3 пен.)1 |
| 2004  | Попередній    | Атлетіко Малабо   | 3-1   | 3-1       | 6-2             |
| 2004  | 1             | Амазулу           | 2-1   | 0-0       | 2-1             |
| 2004  | 2             | Еньїмба           | 1-2   | 1-1       | 2-3             |
| 2007  | Попередній    | ФК «Ківікс»       | 1-0   | 1-1       | 2-1             |
| 2007  | 1             | Янг Афріканс      | 2-0   | 0-3       | 2-3             |
| 2009  | Попередній    | Роял Леопардс     | 3-0   | 3-0       | 6-0             |
| 2009  | 1             | ТП Мазембе        | 1-2   | 0-3       | 1-5             |

1- Серія була зіграна на вечірці в Анголі в зв'язку з безчинствами та громадянською війною в Мадагаскарі.

### Кубок конфедерації КАФ
| Сезон | Раунд         | Клуб                  | Вдома | На виїзді | Загальний  |
| ----- | ------------- | --------------------- | ----- | --------- | ---------- |
| 2004  | 3             | ФАР (Рабат)           | 1-0   | 0-0       | 1-0        |
| 2004  | Груповий етап | Аль-Хіляль (Омдурман) | 3-1   | 0-1       | 4-те місце |
| 2004  | Груповий етап | Енугу Рейнджерс       | 0-0   | 0-4       | 4-те місце |
| 2004  | Груповий етап | Асанте Котоко         | 1-1   | 1-2       | 4-те місце |
| 2006  | 1             | Лез Астр              | 2-2   | 2-1       | 4-3        |
| 2006  | 2             | Берекум Арсенал       | 2-0   | 0-0       | 2-0        |
| 2006  | 3             | АСК Порт Аутономе     | 3-01  | 1-0       | 4-0        |
| 2006  | Груповий етап | Інтер (Луанда)        | 4-1   | 1-3       | 3-тє місце |
| 2006  | Груповий етап | ФАР (Рабат)           | 1-1   | 1-2       | 3-тє місце |
| 2006  | Груповий етап | Олімпік Хурігба       | 1-1   | 0-1       | 3-тє місце |
| 2008  | 1             | Мангаспорт            | 1-2   | 0-1       | 1-3        |
| 2013  | 1             | Суперспорт Юнайтед    | 0-0   | 0-2       | 0-2        |
| 2015  | Попередній    | Волкан                | 4-0   | 1-0       | 5-0        |
| 2015  | 1             | Роял Леопардс         | 0-1   | 2-2       | 2-3        |

1- АСК Порт Аутономе не з'явився на другий матч.

### Кубок КАФ
| Сезон | Раунд       | Клуб            | Вдома | На виїзді | Загальний |
| ----- | ----------- | --------------- | ----- | --------- | --------- |
| 1997  | 1           | Чемінотс        | 5-0   | 2-1       | 7-1       |
| 1997  | 2           | С і М Салес     | 1-0   | 2-0       | 3-0       |
| 1997  | Чвертьфінал | ЮСМ Аїн-Бейда   | 2-0   | 3-1       | 5-1       |
| 1997  | Півфінал    | Джаспер Юнайтед | 4-1   | 1-2       | 5-3       |
| 1997  | Фінал       | Есперанс        | 1-0   | 0-2       | 1-2       |

### Кубок володарів кубків КАФ
| Сезон | Раунд      | Клуб              | Вдома | На виїзді | Загальний      |
| ----- | ---------- | ----------------- | ----- | --------- | -------------- |
| 1992  | 1          | Мотема Пембе      | 1-0   | 0-1       | 1-1 (3-4 пен.) |
| 1993  | Попередній | Темпет Мокаф      | 1-1   | 2-1       | 3-2            |
| 1993  | 1          | КАРА (Браззавіль) | 3-1   | 0-1       | 3-2            |
| 1993  | 2          | Мотема Пембе      | 2-2   | 0-0       | 2-2 (в)        |
| 1999  | 1          | Дрегонс (Кіншаса) | 2-0   | 1-4       | 3-4            |
| 2003  | 1          | Етюль ду Конго    | 0-1   | 1-1       | 1-2            |

## Склад команди
Станом на 31 січня 2016
| №  | Поз. | Нац.       | Гравець                         |
| -- | ---- | ---------- | ------------------------------- |
| 1  | ВР   | Ангола     | Луїш Мамона Жоау                |
| 30 | ВР   | Ангола     | Нсіафуму Бенвінду Афоншу        |
| 22 | ВР   | Ангола     | Герсон Бруну да Кошта Барруш    |
| 25 | ЗХ   | Ангола     | Томе Освалду Педру              |
| 2  | ЗХ   | Ангола     | Данвел Й. Зонгу Макуенью        |
| 3  | ЗХ   | Ангола     | Аріклендіш де Ассуншау Олівейра |
| 4  | ЗХ   | Ангола     | Освалду Педру Ж. Ктенга         |
| 5  | ЗХ   | Португалія | Еліу Вілсон Кошта Мартінш       |
| 7  | ЗХ   | Камерун    | Мікаель Нтуі Етах               |
| 13 | ЗХ   | Ангола     | Мігел Жералду Куямі             |
| 21 | ЗХ   | Ангола     | Хосе Педру Альберту             |
| 25 | ЗХ   | Ангола     | Антоніу Нзаїнаву                |
| 6  | ПЗ   | Ангола     | Франсішку А. Марта да Роша      |
| 8  | ПЗ   | Ангола     | Фернанду Агостіньйо да Кошта    |

| №  | Поз. | Нац.       | Гравець                    |
| -- | ---- | ---------- | -------------------------- |
| 10 | ПЗ   | Ангола     | Мангуші Рібейру Куйбету    |
| 11 | ПЗ   | Ангола     | Рікарду Жоб Ештевау        |
| 14 | ПЗ   | Ангола     | Матеуш Гашпар Домінгуш     |
| 15 | ПЗ   | Ангола     | Вілсон Пінту Гашпар        |
| 16 | ПЗ   | Ангола     | Карліньюш                  |
| 17 | ПЗ   | Ангола     | Діогенеш                   |
| 18 | ПЗ   | Ангола     | Кріштовау Пасьєнсіа        |
| 20 | ПЗ   | Португалія | Дуарте Хорхе Гомеш         |
| 23 | ПЗ   | Ангола     | Еварішту Маурісіу Паскоал  |
| 24 | ПЗ   | Ангола     | Мавамбу Й. Афоншу Баптішта |
| 9  | НП   | Бразилія   | Фабрісіу Сантош Сімоеш     |
| 19 | НП   | Ангола     | Жоау Гомеш де Олівейра     |
| 26 |      | Ангола     | Малуді Франсішку Гахала    |

## Відомі гравці
- Флавіу Амаду
- Аква
- Манушу
- Зе Каланга
- Теафор Беннетт
- Ямба Аша
- Лебо Лебо
- Луїш Дельгаду

## Відомі тренери
| Тренер                                 |               | Роки |               | Ліга                          | Кубок                                                     | Суперкубок                                      |
| -------------------------------------- | ------------- | ---- | ------------- | ----------------------------- | --------------------------------------------------------- | ----------------------------------------------- |
| Антоніу Клементе                       | 1982          | -    |               | Гіробола 1982                 |                                                           |                                                 |
| Северіну Міранда Сміка                 | 1984          | -    |               | Гірабола 1984                 |                                                           |                                                 |
| Абраау                                 | 1986          | -    |               |                               |                                                           |                                                 |
| Карлуш Сільва                          | 1986          | -    |               | Гірабола 1986                 |                                                           |                                                 |
| Антоніу Клементе                       | 1987          | -    | 1988          | Гірабола 1987 · Гірабола 1988 | Кубок Анголи 1987                                         | Суперкубок Анголи 1987 · Суперкубок Анголи 1988 |
| Карлуш Кейруш                          | 1989          | -    | 1990          | Гірабола 1989 · Гірабола 1990 |                                                           |                                                 |
| Гожко Зец                              | 1992          | -    | 1994          | Гірабола 1993 · Гірабола 1994 | Кубок Анголи 1992 · Кубок Анголи 1993 · Кубок Анголи 1994 | Суперкубок Анголи 1993 · Суперкубок Анголи 1994 |
| Освалду Фернанду Сатурніну ді Олівейра | 1995          | -    | 1996          | Гірабола 1995                 |                                                           |                                                 |
| Антоніу Лопеш                          | 1996          | -    | 1997          |                               |                                                           |                                                 |
| Жорже Феррейра                         | 1997          | -    | 1998          | Гірабола 1997                 | Кубок Анголи 1997 · Кубок Анголи 1998                     |                                                 |
| Джалма Кавальканте                     | 2000          | -    | грудень 2001  | Гірабола 2000 · Гірабола 2001 | Кубок Анголи 2000                                         |                                                 |
| Жозе Роберту Авілаш                    | січень 2002   | -    | грудень 2002  |                               | Кубок Анголи 2002                                         | Суперкубок Анголи 2002                          |
| Ян Броувер                             | грудень 2002  | -    | серпень 2004  |                               |                                                           |                                                 |
| Антоніу Клементе                       | серпень 2004  | -    | січень 2005   |                               |                                                           |                                                 |
| Артур Бернардеш                        | січень 2005   | -    | жовтень 2005  |                               |                                                           |                                                 |
| Карлуш Альхінью                        | жовтень 2005  | -    | квітень 2006  |                               |                                                           |                                                 |
| Джалма Кавальканте                     | травень 2006  | -    | грудень 2006  |                               |                                                           |                                                 |
| Бернардіну Педроту                     | січень 2007   | -    | листопад 2010 | Гірабола 2008 · Гірабола 2009 |                                                           |                                                 |
| Мирослав Максимович                    | листопад 2010 | -    | травень 2012  |                               |                                                           |                                                 |
| Жоау Клаудіу ді Алмейда Гомеш          | травень 2012  | -    | квітень 2013  |                               | Кубок Анголи 2012                                         | Суперкубок Анголи 2013                          |
| Жозе Дініш                             | квітень 2013  | -    | листопад 2013 |                               | Кубок Анголи 2013                                         |                                                 |
| Алешандре Грасселі                     | грудень 2013  | -    | грудень 2015  |                               |                                                           |                                                 |
| Бету Б'янкі                            | січень 2016   | -    |               |                               |                                                           |                                                 |